# Monotone Mengenfolge
Eine monotone Mengenfolge ist eine spezielle Mengenfolge, bei der spezielle Inklusionsbeziehungen gelten. Ist eine Menge mit kleinerem Index immer in einer Menge mit größerem index enthalten, so nennt man die  Folge eine monoton wachsende Mengenfolge. Enthält eine Menge mit kleinerem Index immer in einer Menge mit größerem Index, so nennt man die  Folge eine monoton fallende Mengenfolge. Monotone Mengenfolgen lassen sich als Spezialfall einer monotonen Abbildung auffassen.

## Definition
Eine Mengenfolge {\displaystyle (A_{i})_{i\in \mathbb {N} }} heißt
- Monoton wachsend oder monoton steigend, wenn {\displaystyle A_{k}\subseteq A_{k+1}} gilt.
- Monoton fallend, wenn {\displaystyle A_{k}\supseteq A_{k+1}} gilt.
- Monoton, wenn sie entweder monoton wachsend oder monoton fallend ist.

Teilweise findet sich auch die Bezeichnung einer monoton aufsteigenden Mengenfolge oder einer monoton absteigenden Mengenfolge.

## Beispiele
- Die Mengenfolge definiert durch

{\displaystyle (A_{k})_{k\in \mathbb {N} }=\{0,\dots ,k\}\subset \mathbb {N} }
ist eine monoton wachsende Mengenfolge, da jede Menge {\displaystyle A_{k}} alle Elemente der Menge {\displaystyle A_{k-1}} enthält.
- Die Mengenfolge {\displaystyle (A_{k})_{k\in \mathbb {N} }=[0,1-1/k]_{k\in \mathbb {N} }=(\{0\},[0,1/2],[0,2/3],\dotsc )} ist monoton wachsend. Dies folgt direkt aus der Monotonie der reellen Folge {\displaystyle (a_{k})_{k\in \mathbb {N} }=\left({\tfrac {1}{k}}\right)_{k\in \mathbb {N} }}.
- Genauso ist die Mengenfolge {\displaystyle (A_{k})_{k\in \mathbb {N} }=[0,1/k]_{k\in \mathbb {N} }=([0,1],[0,1/2],[0,1/3],\dotsc )} monoton fallend.

## Eigenschaften
- Jede monoton wachsende Mengenfolge konvergiert, es ist dann

{\displaystyle \lim _{i\to \infty }A_{i}=\bigcup _{i=1}^{\infty }A_{i}:=A}.
Man schreibt dann auch  {\displaystyle A_{n}\uparrow A}.
- Jede monoton fallende Mengenfolge konvergiert, es ist dann

{\displaystyle \lim _{i\to \infty }A_{i}=\bigcap _{i=1}^{\infty }A_{i}:=A}.
Man schreibt dann auch  {\displaystyle A_{n}\downarrow A}.

## Verwendung
Monotone Mengenfolgen werden beispielsweise in der Maßtheorie verwendet, um Mengensysteme wie monotone Klassen zu definieren.